# Cratere Dubki
Dubki  è un cratere sulla superficie di Marte.